# Diego Duarte
Diego Ariel Duarte Garcete (Asunción, 8 de abril de 2002) es un futbolista paraguayo. Juega como delantero y su equipo actual es Nacional de la Primera División de Paraguay.

## Trayectoria
Comenzó su carrera en Olimpia durante la temporada 2020, donde participó en cuatro partidos del Torneo Clausura de la Primera División de Paraguay. Formó parte del plantel que ganó el Torneo Clausura 2020 de Primera División, Copa Paraguay 2021, y la Supercopa de Paraguay en 2021 y 2022.
En la temporada 2023, se trasladó a Sportivo Ameliano, donde tuvo más oportunidades de juego, participando en un total de 18 partidos durante la temporada, con dos goles en el Torneo Clausura de Primera División.
Para la temporada 2024, se unió al Nacional para su participación en la Primera División y en la Copa Libertadores. En el torneo internacional, anotó un doblete frente a Aucas de Ecuador en la victoria 3-0 en la primera fase, lo que le garantizó el pase de su equipo a la segunda ronda.

## Selección nacional

### Categorías inferiores
Fue internacional con la selección sub-17 de Paraguay, logrando el tercer lugar en el Sudamericano Sub-17 de 2019, anotando 2 goles en 9 partidos. 
También participó en la Copa Mundial Sub-17 de 2019, donde su selección llegó hasta los octavos de final. En dicho torneo anotó 4 goles en 4 partidos disputados.

#### Participaciones en Sudamericanos
| Campeonato                  | Sede | Resultado    | Partidos | Goles |
| --------------------------- | ---- | ------------ | -------- | ----- |
| Sudamericano Sub-17 de 2019 | Perú | Tercer lugar | 9        | 2     |

#### Participaciones en Copas del Mundo
| Campeonato                  | Sede   | Resultado        | Partidos | Goles |
| --------------------------- | ------ | ---------------- | -------- | ----- |
| Copa Mundial Sub-17 de 2019 | Brasil | Octavos de final | 4        | 4     |

## Estadísticas

### Clubes
Actualizado al último partido disputado el 30 de marzo de 2024.
| Club                       | Div.          | Temporada     | Liga  | Liga  | Copas nacionales | Copas nacionales | Copas internacionales | Copas internacionales | Total | Total |
| Club                       | Div.          | Temporada     | Part. | Goles | Part.            | Goles            | Part.                 | Goles                 | Part. | Goles |
| -------------------------- | ------------- | ------------- | ----- | ----- | ---------------- | ---------------- | --------------------- | --------------------- | ----- | ----- |
| Olimpia Paraguay           | 1.ª           | 2020          | 4     | 0     | —                | —                | —                     | —                     | 4     | 0     |
| Olimpia Paraguay           | 1.ª           | 2021          | 4     | 0     | —                | —                | —                     | —                     | 4     | 0     |
| Olimpia Paraguay           | 1.ª           | 2022          | 3     | 0     | —                | —                | 1                     | 0                     | 4     | 0     |
| Olimpia Paraguay           | Total club    | Total club    | 11    | 0     | 0                | 0                | 1                     | 0                     | 12    | 0     |
| Sportivo Ameliano Paraguay | 1.ª           | 2023          | 18    | 2     | —                | —                | —                     | —                     | 18    | 2     |
| Sportivo Ameliano Paraguay | Total club    | Total club    | 18    | 2     | 0                | 0                | 0                     | 0                     | 18    | 2     |
| Nacional Paraguay          | 1.ª           | 2024          | 7     | 1     | —                | —                | 5                     | 4                     | 12    | 5     |
| Nacional Paraguay          | Total club    | Total club    | 7     | 1     | 0                | 0                | 5                     | 4                     | 12    | 5     |
| Total carrera              | Total carrera | Total carrera | 36    | 3     | 0                | 0                | 5                     | 4                     | 42    | 7     |
| 1. 2.                      |               |               |       |       |                  |                  |                       |                       |       |       |

## Palmarés

### Campeonatos nacionales
| Título                       | Club    | País     | Año                  |
| ---------------------------- | ------- | -------- | -------------------- |
| Primera División de Paraguay | Olimpia | Paraguay | Torneo Clausura 2020 |
| Copa Paraguay                | Olimpia | Paraguay | 2021                 |
| Supercopa de Paraguay        | Olimpia | Paraguay | 2021                 |
| Supercopa de Paraguay        | Olimpia | Paraguay | 2022                 |